# Gibraltar (Bedfordshire)
Gibraltar – osada w Anglii, w hrabstwie Bedfordshire, w dystrykcie Bedford. Leży 5 km od miasta Bedford. W 2015 miejscowość liczyła 563 mieszkańców.